# Shepherd (Montana)
Shepherd – jednostka osadnicza w Stanach Zjednoczonych, w stanie Montana, w hrabstwie Yellowstone.